# Chapelle Sainte-Tréphine de Pontivy
La chapelle Sainte-Tréphine est un édifice cultuel situé  au lieu-dit Sainte-Tréphine, à Pontivy dans le Morbihan.

## Historique

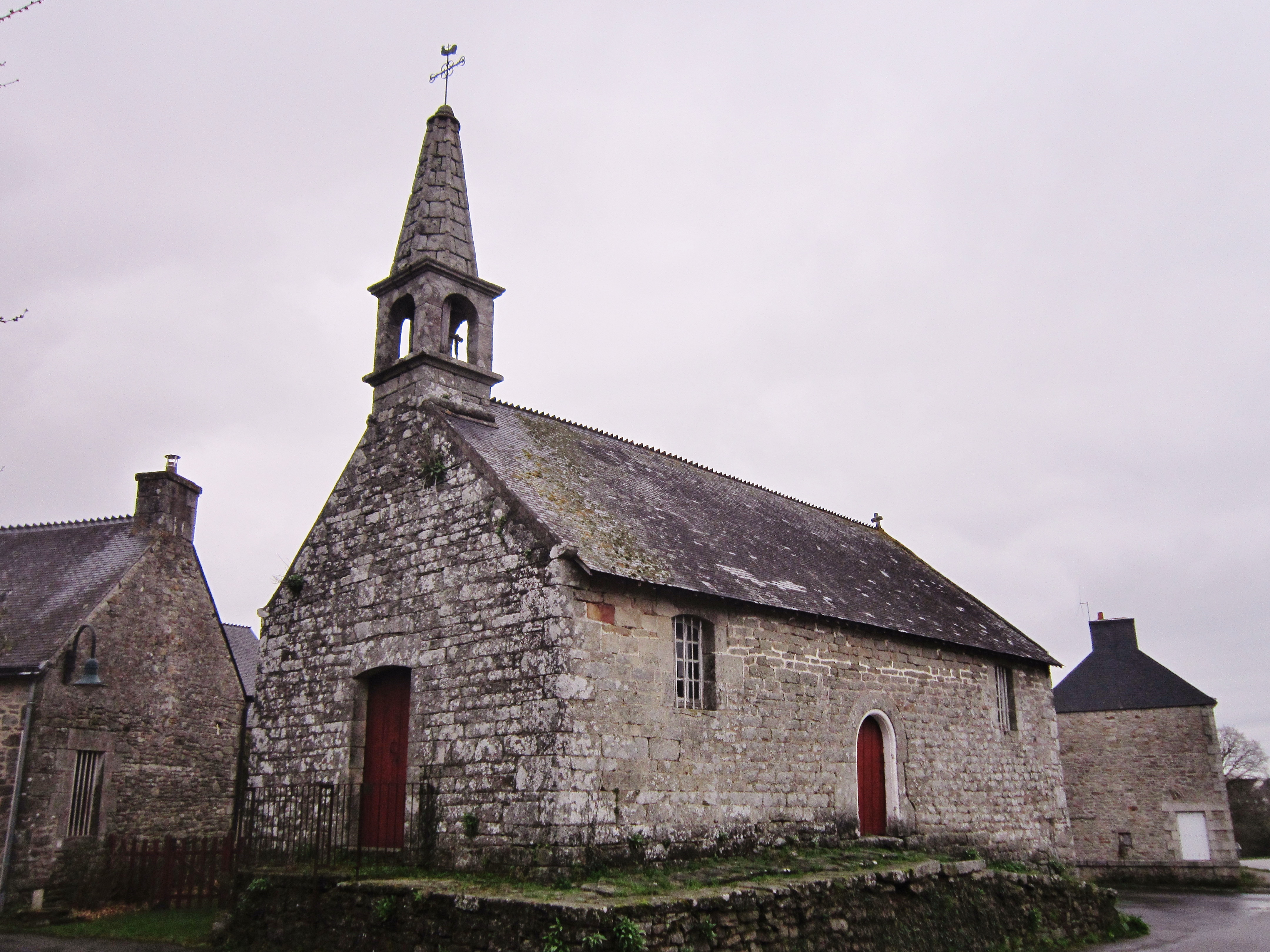
Chapelle Sainte-Tréphine : vue extérieure d'ensemble.

Sainte Tréphine aurait été tuée à l'entrée de Vannes, au Bondon, à l'endroit où se trouve une croix ornée d'un marteau et d'une hache. 
La chapelle est un petit édifice rectangulaire dont le principal ornement est une voûte en lambris peinte en 1701. La peinture s'étend sur 11,50 m et une largeur de 8,25 m. Elle représente, en huit médaillons, la vie de la sainte. Les entraits, seules pièces apparentes de la charpente, sont également peints à la tempera sur la partie inférieure et les chanfreins. Le dernier entrait est orné, au centre, de sculptures datées de 1623.
La chapelle fait l’objet d’un classement au titre des monuments historiques depuis le 27 novembre 1968.

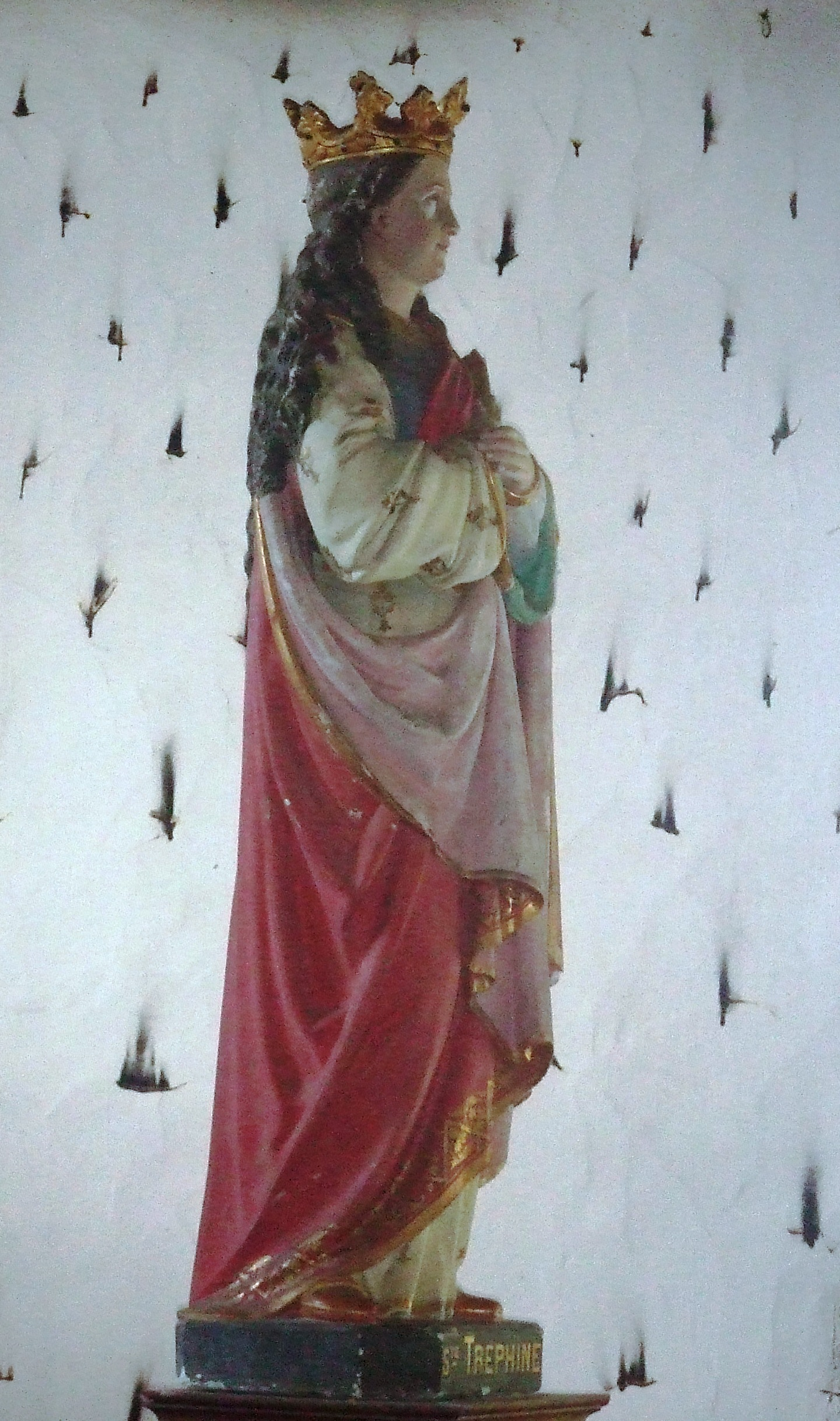
Statue de sainte Tréphine.